# Lina Bo Bardi
Achillina Bo, conocida como Lina Bo Bardi (Roma, 5 de diciembre de 1914 - São Paulo, 20 de marzo de 1992), fue una arquitecta italobrasileña representativa del Movimiento Moderno en la arquitectura brasileña del siglo XX.

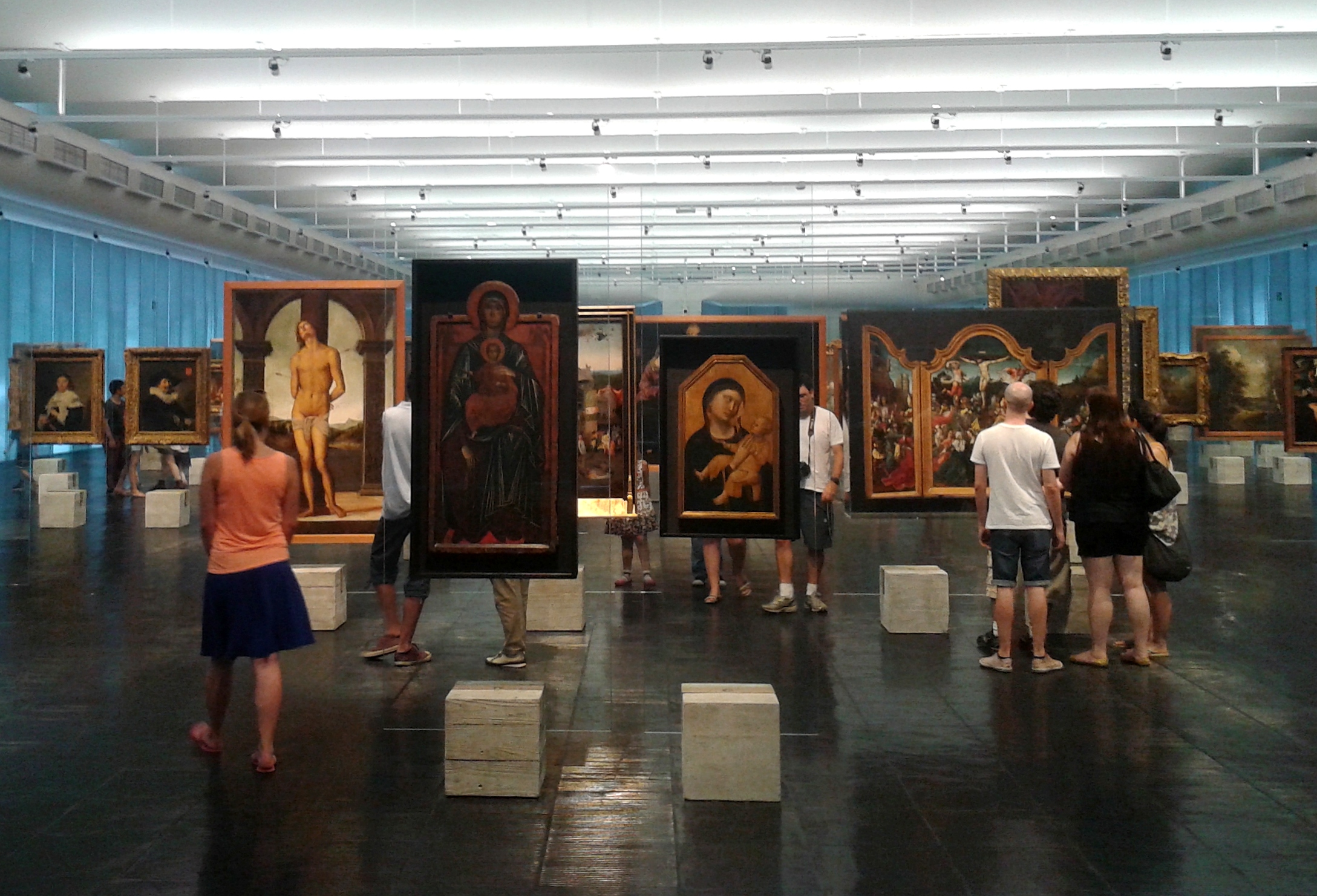
MASP, Museo de Arte de São Paulo, Lina Bo Bardi

## Primeros años
Lina Bo Bardi estudió en la Facultad de Arquitectura de la Universidad de Roma durante la década de 1930. Tras graduarse se trasladó a Milán, donde trabajó para Giò Ponti, editor de la revista Quaderni di Domus, de la cual llegó a ser editora. Ya poseedora de cierta notoriedad, estableció su propio estudio. Durante la II Guerra Mundial, enfrentó un período de pocos encargos, y su estudio resultó destruido en 1943 tras un bombardeo aéreo. Conoció a Bruno Zevi, con quién fundó la publicación semanal A Cultura della Vita. Él, en ese período, participó de la resistencia a la ocupación alemana como miembro del Partido Comunista Italiano.

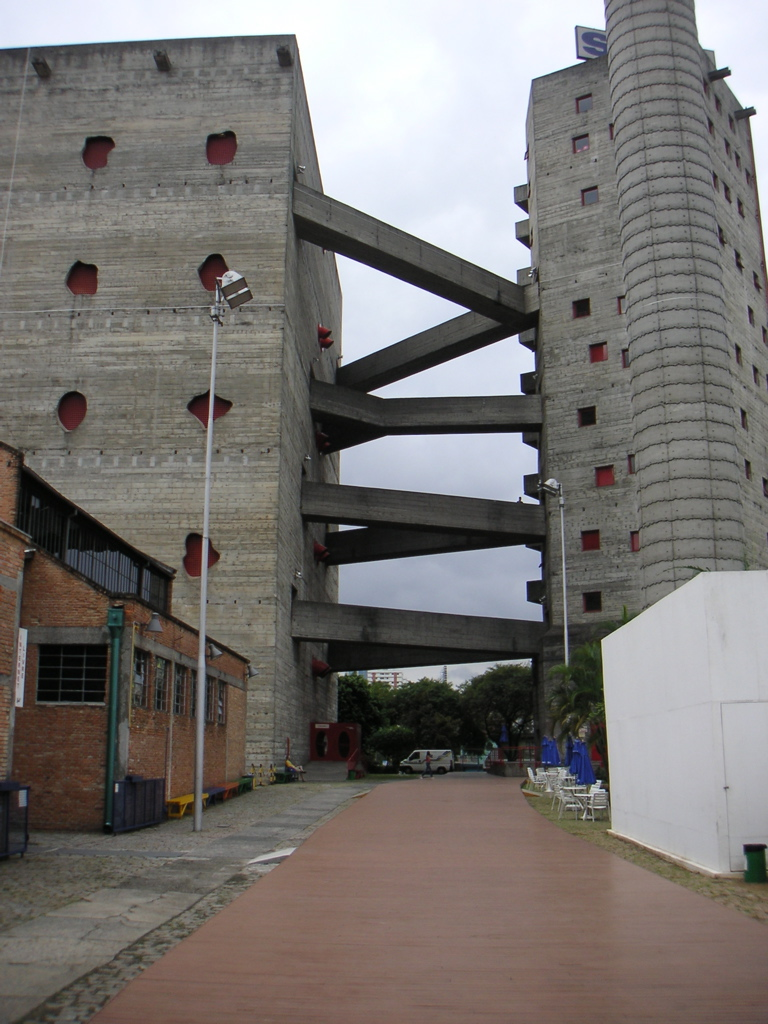
SESC Pompéia, São Paulo, Lina Bo Bardi

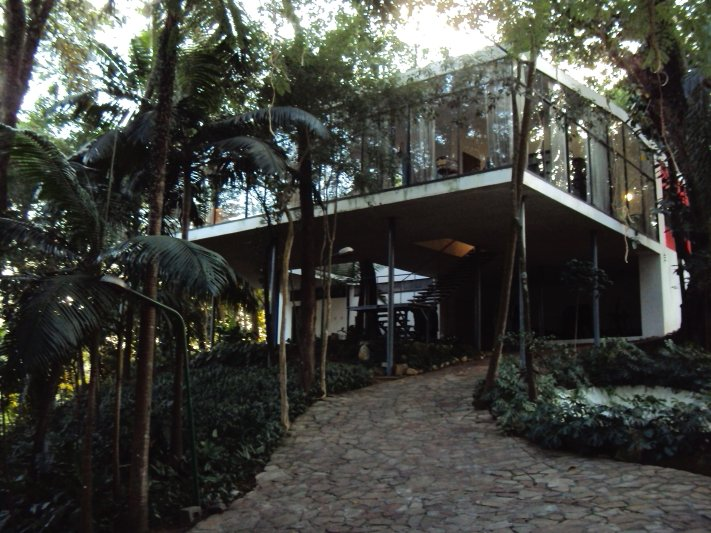
Casa de vidrio, São Paulo, Lina Bo Bardi

En 1946, tras la guerra, se casó con el periodista Pietro Maria Bardi, con quien decidió emigrar a Brasil, país del cual obtuvo la ciudadanía en 1951.
En Brasil, Bo Bardi expandió sus ideas influida por una cultura reciente y desbordante, diferente de la situación europea. Junto con su marido, decidió vivir en Río de Janeiro, ambos encantados con la naturaleza de la ciudad y sus construcciones del Movimiento Moderno, como el actual Edificio Gustavo Capanema, conocido como Ministerio de Educación y Cultura, proyectado por Oscar Niemeyer, Lucio Costa, Roberto Burle Marx y un grupo de jóvenes arquitectos brasileños asesorados por Le Corbusier. Pietro Bardi recibió el encargo de un museo desde São Paulo, ciudad en que estableció la pareja su residencia definitiva.
Allí iniciaron una colección de arte popular brasileño (su principal influencia) y su trabajo adquirió la dimensión del diálogo entre lo moderno y lo popular. Bo Bardi hablaba de un espacio para ser construido por el habitar de las personas, un espacio inacabado que sería completado por el uso popular y cotidiano.
A partir de los años sesenta, su relación con el teatro se volvió más intensa y su conexión con artistas y directores de teatro le llevó a realizar varias escenografías y proyectos teatrales.

## Obras y proyectos
En 1957 comenzó la construcción del MASP (Museo de Arte de São Paulo), que fue finalizado en 1962 tras numerosas interrupciones y que recibió grandes elogios de la comunidad arquitectónica internacional.
Al final de la década de 1970 Bo Bardi realizó una de sus obras más paradigmáticas, el edificio SESC - Pompéia, que se convirtió en una fuerte referencia para la historia de la arquitectura en la segunda mitad del siglo XX.
Entre sus obras más relevantes se encuentran:
- Instituto Lina Bo y Pietro Maria Bardi (Casa de Vidro), São Paulo, 1951 - originalmente residencia de la pareja.
- Museu de Arte de São Paulo, São Paulo, 1958 - considerado su obra prima
- Proyecto de la "Casa da Cultura", Recife 1963
- Iglesia del Espíritu Santo do Cerrado, Minas Gerais, 1976
- Museo de Arte Moderno de Bahía
- Teatro Oficina, São Paulo, 1990
- SESC Pompéia - Fábrica, São Paulo, 1990
- Reforma del "Palácio das Indústrias", São Paulo 1992 - inconclusa.

Bo Bardi mantuvo una intensa vida cultural hasta el final de su vida, realizando el antiguo sueño de morir trabajando. Activa y con varios proyectos en curso, falleció en 1992.
La arquitecta dejó una marca indeleble en su ciudad adoptiva, con su Museo del Arte Popular, el Museo de Arte de São Paulo y decenas de pequeños proyectos. Además de obras de arquitectura, Bo Bardi produjo para teatro, cine, artes plásticas, escenografía, diseño de mobiliario, entre otros. También participó en la curaduría de diversas exposiciones.

### La casa de cristal
En 1951, Bo Bardi diseñó la Casa de Vidro (Casa de Cristal) para vivir con su esposo en lo que entonces eran los restos de la Mata Atlántica, la selva tropical original que rodea a São Paulo. La estructura es un ejemplo temprano de hormigón armado en la arquitectura doméstica. Ubicada en un terreno de 7000 metros cuadrados, fue la primera residencia en el vecindario de Morumbi. El área ahora es el suburbio rico de Morumbi, pero desde entonces una versión más domesticada de la selva tropical se ha restablecido alrededor de la casa, ocultándola a la vista.
Este edificio fue el primer intento de Bo Bardi de encontrar un idioma brasileño para el estilo moderno italiano en el que había sido entrenada. También se basó en otras obras modernas estadounidenses, como la Farnsworth House de Mies van der Rohe y la Case Study House No. 8 de Charles y Ray Eames, las cuales fueron ampliamente publicitados en ese momento. También podría haber sido influenciada por las casas de patio de Bernard Rudofsky presentadas en la exposición Brasil Construye (1940-1942). Sin embargo, ella quería contextualizar este estilo moderno en el tejido de Brasil. En lugar de copiar, esperaba incorporar las ideas detrás de ellos en el diseño de una manera moderna, y celebrar el entorno local.
La parte principal de la casa es horizontal entre losas delgadas de hormigón armado con esbeltas columnas circulares. Las columnas son pilotes, lo que permite que el paisaje fluya debajo del edificio. En el interior, la sala de estar principal está casi completamente abierta, excepto por un patio que permite que los árboles en el jardín de abajo crezcan en el corazón de la casa. En la casa, hay zonas asignadas a diferentes funciones: un comedor, una biblioteca y una sala de estar alrededor de la chimenea independiente, pero todas están unificadas por las vistas del bosque a través del vidrio. En teoría, los paneles de vidrio se abren horizontalmente, pero no hay un balcón para alentar a las personas a salir.
La superficie habitable es solo la mitad de la casa. La otra mitad se encuentra en tierra firme en la cima de la colina, en el lado norte de la sala de estar. Una hilera de habitaciones da a un patio estrecho, al otro lado del cual está la pared en blanco del ala del personal. Solo la cocina cruza la brecha, un territorio compartido por los sirvientes y equipado con una variedad de dispositivos bien diseñados para ahorrar trabajo.

### El museo de arte de São Paulo
El diseño básico de Bo Bardi se utilizó para el Museo de Arte de São Paulo (también conocido como "MASP") que se construyó entre 1957 y 1968. Su esposo, Pietro Maria Bardi, fue el conservador. Los Bardis se involucraron con el Museo después de reunirse con el periodista y diplomático brasileño Assis Chateaubriand. Chateaubriand, con la visión curatorial de Bardi, adquirió una vasta colección de arte para el MASP, incluyendo obras de arte de Jheronimus Bosch, Mantegna, Tiziano y Goya.
En lo que ella llama arquitectura pobre, divorciada de la pretenciosidad a menudo asociada con los intelectuales cultos, Bo Bardi buscó diseñar un museo que incorporara una forma simple de arquitectura monumental. Formado a partir de hormigón pretensado sin adornos, el edificio está formado por soluciones sobrias y eficientes. El edificio presenta un volumen suspendido, que abarca 74 metros, sostenido por 4 columnas de hormigón conectadas por dos vigas de hormigón que se extienden a lo largo del edificio, con 2 pisos de galería arriba y abajo de la planta baja. La sección central abierta del edificio dejó una plaza abierta a la Avenida Paulista, la principal avenida financiera y cultural de São Paulo, y dejó el lugar sin obstáculos para las vistas de las partes más bajas de la ciudad, que era una de las condiciones dadas por la legislación local cuando Bo Bardi recibió la comisión para este proyecto.
Tenía la intención de crear una experiencia dentro de la galería de arte que fuera inesperada y casi incómoda al presentar la obra de arte en un orden no cronológico en el plano abierto de cada piso para crear una disonancia entre la comprensión preconcebida del orden y lo que se presenta.

### Solar do Unhão
Solar do Unhão es el principal centro cultural de Salvador. Fue fundado por Lina Bo Bardi a partir de una invitación del gobernador de Bahía para dirigir un nuevo museo de arte en el noreste de Brasil. Bo Bardi quería que este museo mostrara arte primitivo del noreste de Brasil, así como la naturaleza práctica de sus diseños. El diseño del museo refleja la cultura en Salvador, pero también la practicidad y belleza de la región. Solar do Unhão era en origen un ingenio azucarero y recibió su nombre del juez de la corte suprema brasileña del siglo XVII, Pedro Unhão Castelo Branco. Bo Bardi recibió el encargo de restaurar el ingenio azucarero para convertirlo en un museo de arte moderno. La construcción duró de 1959 a 1963.
En la escalera contrasta la geometría abstracta y la materialidad tradicional. Bo Bardi rinde homenaje al edificio del siglo XVII, pero al mismo tiempo lo actualiza con diseños modernos. Su objetivo era restaurar los edificios existentes de una manera que no cediera a la nostalgia ni ignorara el contexto. Para hacer esto, dejó intacto el exterior colonial y agregó la escalera moderna. El Solar do Unhão refleja la creencia de Bo Bardi de que un museo también debería ser un lugar para la educación. Cuando el museo se abrió ofrecía muchas clases que educaban a los lugareños en arte e historia. Bo Bardi creía que un museo no debería ser un mausoleo del pasado y, en cambio, debería ser un sitio activo de conocimiento.

### Centro de la Fábrica Lazer de Pompéia - SESC Pompéia
En 1982, Bo Bardi terminó la construcción del Centro de la Fábrica Lazer de Pompéia (ahora llamado SESC Pompéia). Inicialmente, el edificio albergaba una fábrica de barriles de aceite y Bo Bardi tuvo la tarea de convertirlo en un centro comunitario. SESC Pompéia fue construido después de una dictadura militar de 20 años en Brasil que creó una arquitectura que no reflejaba la cultura brasileña. Se cree que SESC Pompéia manifiesta un nuevo lenguaje arquitectónico controlado por la cultura brasileña. SESC es una organización no gubernamental vinculada a la federación empresarial nacional, creada en la década de 1940 para proporcionar a los empleados servicios de salud y actividades culturales. Debido a la dictadura militar, Bo Bardi había sido condenada al ostracismo por una perspectiva arquitectónica convencional. SESC Pompéia envió una onda expansiva a través de São Paulo. En 1982 se reveló la primera etapa del complejo. Bo Bardi había quitado el yeso y luego había lijado las paredes para encontrar la esencia del gran edificio. Su diseño combinaba ladrillo rojo y torres de hormigón no convencionales que se combinaban con pasarelas aéreas. Al decidir qué tipo de programa debería implementarse, Bo Bardi creía que debería ser un centro de ocio en lugar de un centro cultural y deportivo. Ella creía que "cultura" es un término fuerte y puede obligar a las personas a celebrar eventos culturales, y el término "deportivo" puede tener una tendencia perjudicial hacia una cultura que ya es competitiva por naturaleza. El edificio actualmente alberga muchas salas de actividades, incluyendo: teatros, gimnasios, una piscina, bares, áreas de ocio, restaurantes, galerías y talleres.

### Teatro Oficina
El Teatro Oficina fue diseñado por Bo Bardi en 1984. Se le encargó convertir un edificio de oficinas quemado en São Paulo en un teatro. El edificio fue diseñado para el grupo de teatro del mismo nombre que fue una parte importante del movimiento Tropicalia de finales de los años sesenta. Tropicalia luchó por el cambio y por conseguir una forma de que Brasil escape de su pasado colonial. Usaron el teatro para tratar de comprender su herencia brasileña. Bo Bardi diseñó el nuevo espacio formado casi completamente de andamios pintados. El diseño hace referencia a la construcción de decorados en un espacio teatral. El teatro no tiene asientos convencionales, lo que conduce a malas líneas de visión. Las críticas arquitectónicas han declarado que esto no quita valor a la experiencia teatral sino que la mejora con intensidad. Los pesados asientos de madera están diseñados en círculo en el centro del escenario y el escenario es muy estrecho. Inicialmente, el teatro fue diseñado para el director experimental, Zé Celso, quien dijo que la idea del espacio se le ocurrió en un viaje de LSD. El teatro es utilizado a menudo por artistas experimentales que trabajan con el espacio. El diseño del teatro está destinado a hacer que el espectador se sienta como si estuviera involucrado con la actuación en el escenario.

## Diseño de muebles
En 1948, Bo Bardi fundó el Estudio de Arte e Arquitectura Palma con Giancarlo Palanti (1906–77) para diseñar muebles económicos de madera prensada o plástico fabricados por Pau Brasil Ltda., estudio de fabricación que abrieron, y a través del cual amueblaron la primera sede del Museo de Arte de Paulo. En la década de 1950, Bardi comenzó a diseñar muebles con marcos de metal con asientos y respaldos tapizados. Su diseño más famoso es la silla tapizada de 1951 sobre un marco de metal. Diseños posteriores, como su Cadeira Beira de Estrada (Silla de carretera) de 1967, inspirada en los diseños vernáculos que observó durante sus viajes en el noreste de Brasil, encarnan una estética poco exigente con simplicidad de diseño y aspereza del material. A menudo usaba madera contrachapada y maderas nativas de Brasil en sus diseños. Bardi quería que cada objeto mostrara su propia "lógica natural".

## Teoría
Su aportación a la teoría de la arquitectura fue clave con el texto Contribución Propedeutica ao Ensino da Teoria da Arquitetura (1957), un alegato humanista en defensa de una arquitectura culta y ecológica, basada en los avances técnicos.